# Haahkio
Haahkio är en liten ö i Leppävesisjö i Finland. Den ligger i sjön Leppävesi och i kommunen Laukas i den ekonomiska regionen  Jyväskylä  och landskapet Mellersta Finland, i den centrala delen av landet, 240 km norr om huvudstaden Helsingfors. Öns area är 1,3 hektar och dess största längd är 220 meter i öst-västlig riktning.